# Klasszik
Klasszik é uma produtora discográfica independente, fundada na Suíça, pelo produtor musical Nelson Sousa a.k.a. Nellson Klasszik. A produtora iniciou atividade em Portugal em 2012 e, em sociedade com o gestor Alexandre Cardoso, foi formalmente constituída em 2022, com sede em Sintra. No seu repertório tem produções para artistas de renome do universo lusófono, como C4 Pedro, Bárbara Bandeira, David Carreira, Mickael Carreira, Calema, Anselmo Ralph, Soraia Ramos, Nelson Freitas, entre vários outros.

## História
Depois de já produzir artistas na Suíça - onde Nelson Sousa viveu vários anos - e em Portugal, em 2014, a história da Klasszik entra numa nova fase. Nelson e Alexandre (que vivia em França, onde descobriu a dupla santomense Calema) conheceram-se num concerto de Anselmo Ralph, no Coliseu de Lisboa. 
Ambos tinham ideias e interesses em comum e, depois de avaliarem a oportunidade de negócio, decidiram mudar-se para Portugal e formaram sociedade em 2016. Juntos, adquiriram um edifício preparado para estúdios de música e vídeo em Sintra. Para além de funcionar como produtora multimédia e incubadora de artistas, a Klasszik transformou-se também numa editora e organizadora de eventos. Em 2018, a label faturou mais de 1.250.000 euros.

## Artistas
- Anselmo Ralph (Angola)
- Bárbara Bandeira (Portugal)
- Calema (São Tomé e Príncipe)
- D.A.M.A. (Portugal)
- David Carreira (Portugal)
- Ga Da Lomba (Cabo Verde) [5]
- Gil Semedo (Cabo Verde)
- Kataleya (Suíça)
- Memu Sunhu (Guiné-Bissau) [6]
- Michael Carreira (Portugal)
- Nelson Freitas (Países Baixos)
- Pérola (Angola)
- Rapaz 100 Juiz (Cabo Verde) [7]
- Soraia Ramos (Portugal)
- Tony Carreira (Portugal)
- Valter Guia (Portugal)